# Сарлабус
Сарлабу́с (фр. Sarlabous, окс. Sarlabons) — коммуна во Франции, находится в регионе Юг — Пиренеи. Департамент — Верхние Пиренеи. Входит в состав кантона Ланнемезан. Округ коммуны — Баньер-де-Бигор.
Код INSEE коммуны — 65405.

## География

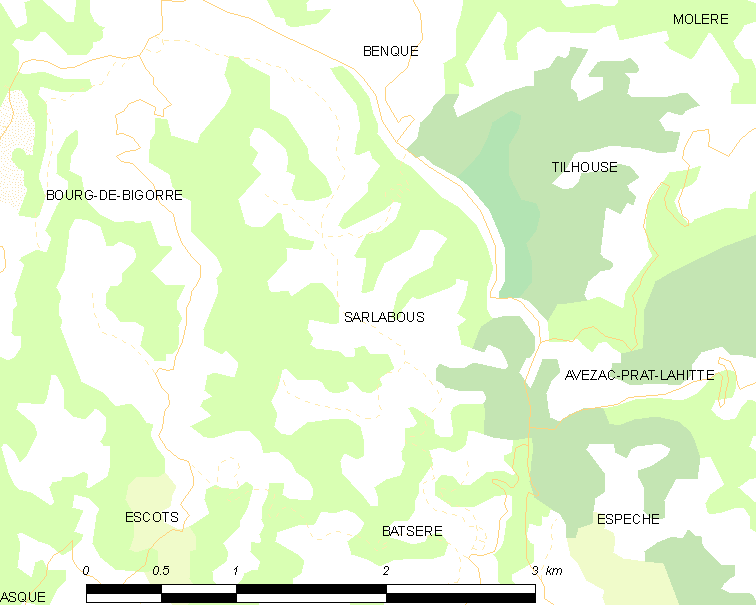
Карта коммуны

Коммуна расположена приблизительно в 670 км к югу от Парижа, в 115 км юго-западнее Тулузы, в 24 км к юго-востоку от Тарба.
По территории коммуны протекают реки Аррос и Авезагет.

## Климат
Климат умеренно-океанический с солнечной тёплой погодой и обильными осадками на протяжении практически всего года.

## Население
Население коммуны на 2010 год составляло 70 человек.
| 1962 | 1968 | 1975 | 1982 | 1990 | 1999 | 2010 |
| ---- | ---- | ---- | ---- | ---- | ---- | ---- |
| 153  | 134  | 115  | 96   | 81   | 58   | 70   |

## Администрация
| Период | Период | Фамилия           | Партия | Примечания |
| ------ | ------ | ----------------- | ------ | ---------- |
| 2001   | 2020   | Жан-Поль Компанье |        |            |

## Экономика
В 2010 году среди 45 человек трудоспособного возраста (15-64 лет) 33 были экономически активными, 12 — неактивными (показатель активности — 73,3 %, в 1999 году было 60,6 %). Из 33 активных жителей работали 29 человек (15 мужчин и 14 женщин), безработных было 4 (2 мужчин и 2 женщины). Среди 12 неактивных 0 человек были учениками или студентами, 10 — пенсионерами, 2 были неактивными по другим причинам.